# Острувек (Седлецький повіт)
Острувек (пол. Ostrówek) — село в Польщі, у гміні Седльці Седлецького повіту Мазовецького воєводства.
Населення — 71 особа (2011).
У 1975-1998 роках село належало до Седлецького воєводства.

## Демографія
Демографічна структура станом на 31 березня 2011 року:
|          | Загалом | Допрацездатний вік | Працездатний вік | Постпрацездатний вік |
| -------- | ------- | ------------------ | ---------------- | -------------------- |
| Чоловіки | 36      | 6                  | 29               | 1                    |
| Жінки    | 35      | 5                  | 24               | 6                    |
| Разом    | 71      | 11                 | 53               | 7                    |